# Melanotus brevithorax
Melanotus brevithorax là một loài bọ cánh cứng trong họ Elateridae. Loài này được Kishii & Platia miêu tả khoa học năm 1993.